# Villeperdrix
Villeperdrix is een gemeente in het Franse departement Drôme (regio Auvergne-Rhône-Alpes) en telt 116 inwoners (2016). De gemeente maakt deel uit van het arrondissement Nyons. De gemeente bestaat uit het dorp Villeperdrix en het 7 km verder gelegen gehucht Léoux. Beide zijn verbonden door de departementale weg RD570, een bevloeiingskanaal dat stamt uit 1897 en een drinkwaterleiding die het water van twee bronnen in Léoux naar het dorp Villeperdrix brengt.
Het dorp Villeperdrix en een groot deel van de gemeente liggen op de zuid-helling van de Montagne d'Angèle. In de loop der eeuwen zijn er vele terrassen aangelegd, ondersteund door muren van los gestapelde stenen. Op de terrassen werden en worden druiven, abrikozen, olijven, kersen en andere vruchten verbouwd. Op de hellingen werden kudden met schapen en geiten gehoed, die zorgden voor een open landschap. Alleen de wilde lavendel werd door de grazers gemeden. In de eerste helft van de 20ste eeuw werd de wilde lavendel geplukt om er de olie uit te winnen voor de parfumindustrie. Er waren binnen de gemeente 23 alambics, waarin de lavendelolie met behulp van stoom uit de bloemen en twijgen werd gedistilleerd. 
In 2017 werd de Espace Naturel Sensible de Villeperdrix ingesteld; 591 ha van groot belang uit oogpunt van ecologie en biodiversiteit, van erfgoed en karakteristiek landschap dat door middel van het beheerplan van het ENS wordt beschermd en ontsloten. De kloof van de Léoux wordt door de vereniging Vautours en Baronnies gebruikt voor de herintroductie van de Lammergier in het kader van het Europese project LIFE.

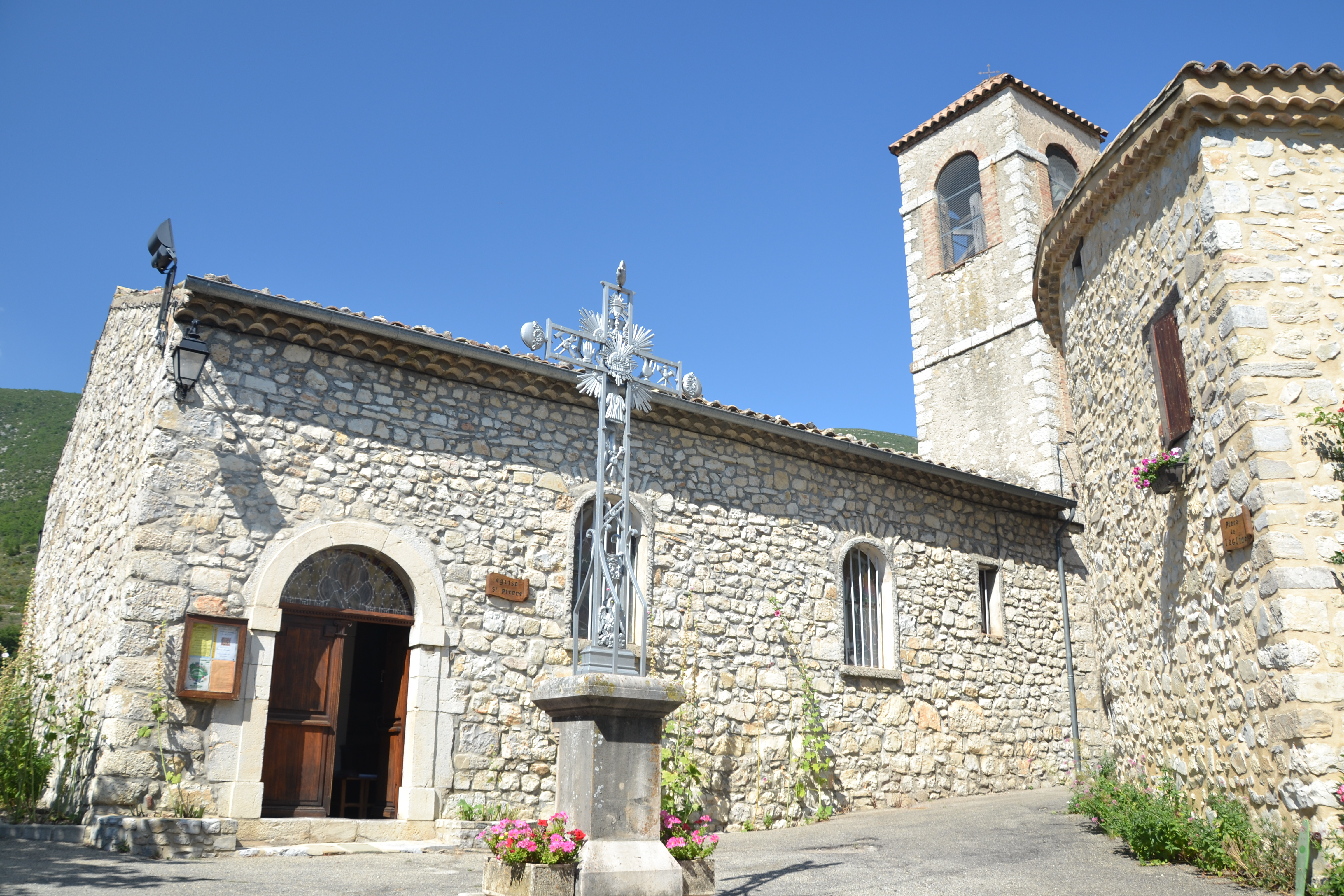
Kerk van Villeperdrix

## Geografie
De oppervlakte van Villeperdrix bedraagt 26,15 km², de bevolkingsdichtheid is dus 4,5 inwoners per km².

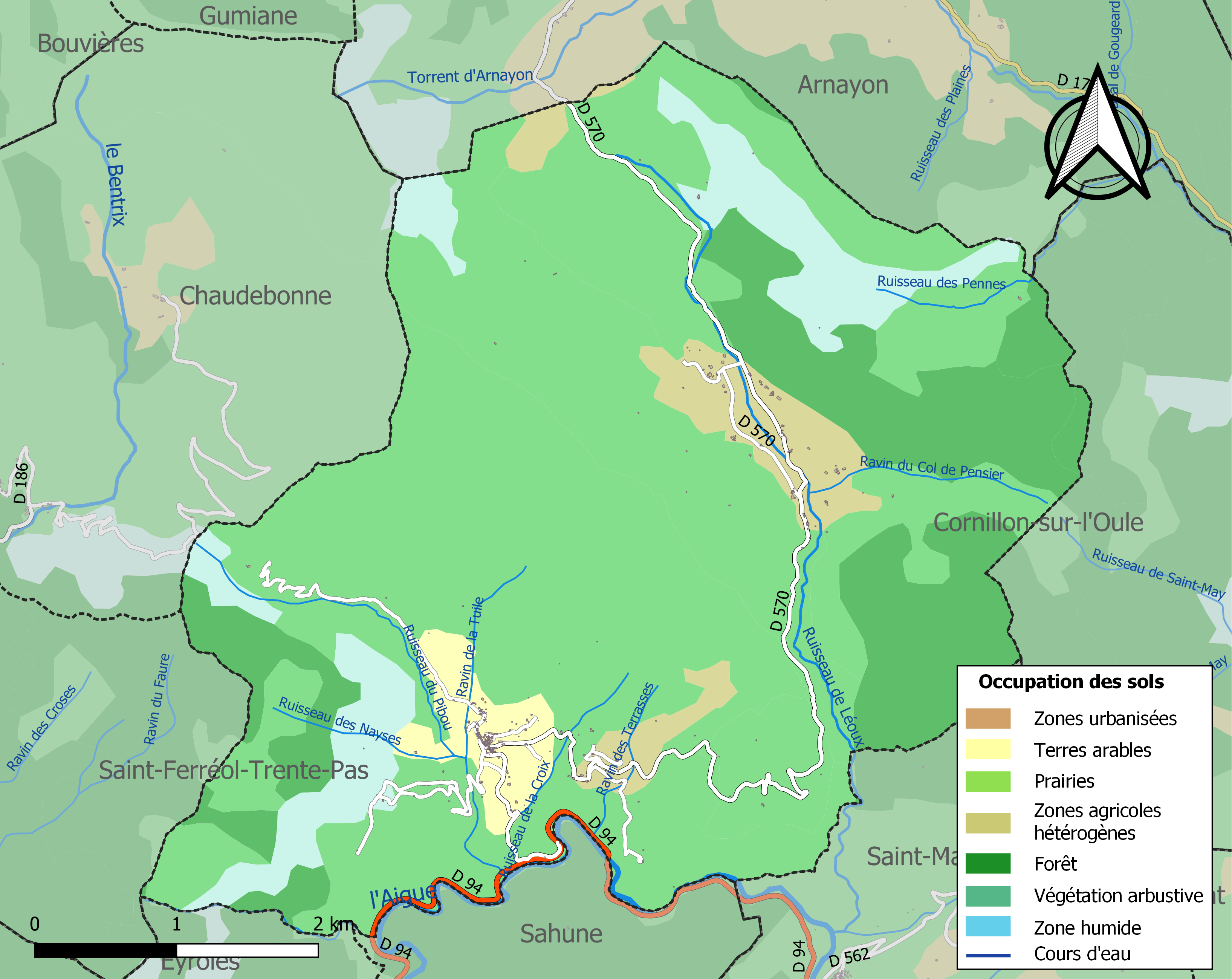
Kaart van de gemeente met belangrijkste infrastructuur, bodemgebruik en omliggende gemeenten

## Demografie
Onderstaande figuur toont het verloop van het inwonertal (bron: INSEE-tellingen).